# Laxenburg
Laxenburg is een gemeente in de Oostenrijkse deelstaat Neder-Oostenrijk, gelegen in het district Mödling. De gemeente heeft ongeveer 2700 inwoners.

## Geografie
Laxenburg heeft een oppervlakte van 10,59 km². Het ligt in het noordoosten van het land, vlak onder de hoofdstad Wenen.

## Bezienswaardigheden
Het Schlosspark Laxenburg, gebouwd onder keizerin Maria Theresia van Oostenrijk (1717-1780), ligt op zestien kilometer ten zuiden van Wenen en iets ten oosten van Mödling. Hier verbleef tijdens de zomermaanden de keizerin met haar nakomelingen. Ook bezienswaardig is het Schlosspark, dat onder de keizers Jozef II en Frans I tot een landschapspark is uitgebouwd, onder andere naar een ontwerp van Peter Joseph Lenné.
In het park ligt nog het Franzensburg. Dit kasteel ligt op een schiereiland, verbonden met een brug en een veerpont. De keizers Jozef II en Frans I hebben het laten bouwen en hadden hier hun zomerverblijf.
Achau · Biedermannsdorf · Breitenfurt bei Wien · Brunn am Gebirge · Gaaden · Gießhübl · Gumpoldskirchen · Guntramsdorf · Hennersdorf · Hinterbrühl · Kaltenleutgeben · Laab im Walde · Laxenburg · Maria Enzersdorf · Mödling · Münchendorf · Perchtoldsdorf · Vösendorf · Wiener Neudorf · Wienerwald
- Bibliothèque nationale de France: cb157718646 (data)
- Gemeinsame Normdatei: 4034801-5
- Library of Congress Control Number: n79066732
- Nationale Bibliotheek van Tsjechië: ge399606
- Nationale Bibliotheek van Israël: 987007564230605171
- Virtual International Authority File: 130809378
- WorldCat: E39PBJrChKQbxKKPRmTJKTWqwC